# Ancistranthus harpochiloides
Ancistranthus harpochiloides là một loài thực vật có hoa trong họ Ô rô. Loài này được (M.Gómez) Lindau mô tả khoa học đầu tiên năm 1900.